# Florian Meister
Florian Meister es un deportista suizo que compitió en curling. Ganó una medalla de bronce en el Campeonato Europeo de Curling Masculino de 2014.

## Palmarés internacional
| Campeonato Europeo | Campeonato Europeo | Campeonato Europeo | Campeonato Europeo |
| Año                | Lugar              | Medalla            | Prueba             |
| ------------------ | ------------------ | ------------------ | ------------------ |
| 2014               | Champéry (Suiza)   | Medalla de bronce  | Equipo             |